# Torneo Sub-20 de la Concacaf 1982
El Torneo Sub-20 de la CONCACAF 1982 se celebró en Guatemala y contó con la participación de 12 selecciones juveniles de Norteamérica, Centroamérica y el Caribe y el torneo fue la eliminatoria que daba dos plazas para la Copa Mundial de Fútbol Sub-20 de 1983.
Honduras venció en la final a Estados Unidos para ganar el título por primera vez.

## Participantes
| Región                   | Equipo(s)                                                            |
| ------------------------ | -------------------------------------------------------------------- |
| Caribe (CFU)             | Bermudas Jamaica Antillas Neerlandesas Puerto Rico Trinidad y Tobago |
| América Central (UNCAF)  | Costa Rica El Salvador Guatemala (anfitrión) Honduras Nicaragua      |
| América del Norte (NAFU) | Canadá Estados Unidos                                                |

## Primera ronda

### Grupo 1
| País           | J | G | E | P | GF | GC | GD  | Pts |
| -------------- | - | - | - | - | -- | -- | --- | --- |
| Estados Unidos | 3 | 2 | 1 | 0 | 8  | 1  | +7  | 5   |
| Guatemala      | 3 | 2 | 0 | 1 | 6  | 3  | +3  | 4   |
| Jamaica        | 3 | 1 | 1 | 1 | 6  | 3  | +3  | 3   |
| Puerto Rico    | 3 | 0 | 0 | 3 | 0  | 13 | –13 | 0   |

| 15 agosto | Puerto Rico    | 0–5 | Estados Unidos | Ciudad de Guatemala Estadio Doroteo Guamuch Flores |  |
|           | Guatemala      | 3–0 | Jamaica        | Ciudad de Guatemala Estadio Doroteo Guamuch Flores |  |
| 19 agosto | Estados Unidos | 0–0 | Jamaica        | Ciudad de Guatemala Estadio Doroteo Guamuch Flores |  |
|           | Puerto Rico    | 0–2 | Guatemala      | Ciudad de Guatemala Estadio Doroteo Guamuch Flores |  |
| 22 agosto | Jamaica        | 6–0 | Puerto Rico    | Ciudad de Guatemala Estadio Doroteo Guamuch Flores |  |
|           | Guatemala      | 1–3 | Estados Unidos | Ciudad de Guatemala Estadio Doroteo Guamuch Flores |  |

### Grupo 2
| País                  | J | G | E | P | GF | GC | GD | Pts |
| --------------------- | - | - | - | - | -- | -- | -- | --- |
| Honduras              | 3 | 2 | 1 | 0 | 7  | 3  | +4 | 5   |
| Canadá                | 3 | 2 | 0 | 1 | 6  | 3  | +3 | 4   |
| Trinidad y Tobago     | 3 | 1 | 1 | 1 | 7  | 5  | +2 | 3   |
| Antillas Neerlandesas | 3 | 0 | 0 | 3 | 2  | 11 | –9 | 0   |

| 17 agosto | Honduras              | 2–2 | Trinidad y Tobago     | Antigua Guatemala Estadio Pensativo |
|           | Canadá                | 3–1 | Antillas Neerlandesas | Antigua Guatemala Estadio Pensativo |
| 19 agosto | Honduras              | 3–0 | Antillas Neerlandesas | Antigua Guatemala Estadio Pensativo |
|           | Canadá                | 2–0 | Trinidad y Tobago     | Antigua Guatemala Estadio Pensativo |
| 22 agosto | Antillas Neerlandesas | 1-5 | Trinidad y Tobago     | Antigua Guatemala Estadio Pensativo |
|           | Canadá                | 1–2 | Honduras              | Antigua Guatemala Estadio Pensativo |

### Grupo 3
| País        | J | G | E | P | GF | GC | GD  | Pts |
| ----------- | - | - | - | - | -- | -- | --- | --- |
| Costa Rica  | 3 | 3 | 0 | 0 | 12 | 2  | +10 | 6   |
| El Salvador | 3 | 2 | 0 | 1 | 12 | 4  | +8  | 4   |
| Bermudas    | 3 | 1 | 0 | 2 | 3  | 4  | –1  | 2   |
| Nicaragua   | 3 | 0 | 0 | 3 | 1  | 18 | –17 | 0   |

| 17 agosto | Nicaragua   | 0-8 | El Salvador | Mazatenango Estadio Carlos Salazar Hijo |
|           | Costa Rica  | 1–0 | Bermudas    | Mazatenango Estadio Carlos Salazar Hijo |
| 19 agosto | Costa Rica  | 8–0 | Nicaragua   | Mazatenango Estadio Carlos Salazar Hijo |
|           | El Salvador | 2–1 | Bermudas    | Mazatenango Estadio Carlos Salazar Hijo |
| 22 agosto | Bermudas    | 2-1 | Nicaragua   | Mazatenango Estadio Carlos Salazar Hijo |
|           | El Salvador | 2–3 | Costa Rica  | Mazatenango Estadio Carlos Salazar Hijo |

## Segunda ronda

### Grupo A
| País           | J | G | E | P | GF | GC | GD | Pts |
| -------------- | - | - | - | - | -- | -- | -- | --- |
| Estados Unidos | 2 | 1 | 1 | 0 | 3  | 2  | +1 | 3   |
| Costa Rica     | 2 | 0 | 2 | 0 | 2  | 2  | 0  | 2   |
| Canadá         | 2 | 0 | 1 | 1 | 4  | 5  | –1 | 1   |

| 25 agosto | Estados Unidos | 3–2 | Canadá         | Ciudad de Guatemala Estadio Doroteo Guamuch Flores |
| 27 agosto | Canadá         | 2–2 | Costa Rica     | Ciudad de Guatemala Estadio Doroteo Guamuch Flores |
| 29 agosto | Costa Rica     | 0–0 | Estados Unidos | Ciudad de Guatemala Estadio Doroteo Guamuch Flores |

### Grupo B
| País        | J | G | E | P | GF | GC | GD | Pts |
| ----------- | - | - | - | - | -- | -- | -- | --- |
| Honduras    | 2 | 2 | 0 | 0 | 4  | 1  | +3 | 4   |
| Guatemala   | 2 | 1 | 0 | 1 | 1  | 2  | –1 | 2   |
| El Salvador | 2 | 0 | 0 | 2 | 1  | 3  | –2 | 0   |

| 25 agosto | Guatemala   | 0–3 | Honduras    | Ciudad de Guatemala Estadio Doroteo Guamuch Flores |
| 27 agosto | Honduras    | 2–1 | El Salvador | Ciudad de Guatemala Estadio Doroteo Guamuch Flores |
| 29 agosto | El Salvador | 0-1 | Guatemala   | Ciudad de Guatemala Estadio Doroteo Guamuch Flores |

## Fase final

### Semifinales
| Equipo 1                                           | Resultado | Equipo 2  |
| -------------------------------------------------- | --------- | --------- |
| Estados Unidos                                     | 3-1       | Guatemala |
| Ciudad de Guatemala Estadio Doroteo Guamuch Flores |           |           |
| Costa Rica                                         | 0-1       | Honduras  |
| Ciudad de Guatemala Estadio Doroteo Guamuch Flores |           |           |

### Tercer lugar
| Equipo 1                                           | Resultado | Equipo 2  |
| -------------------------------------------------- | --------- | --------- |
| Costa Rica                                         | 3-2       | Guatemala |
| Ciudad de Guatemala Estadio Doroteo Guamuch Flores |           |           |

### Final
| Equipo 1                                           | Resultado | Equipo 2       |
| -------------------------------------------------- | --------- | -------------- |
| Honduras                                           | 1-0       | Estados Unidos |
| Ciudad de Guatemala Estadio Doroteo Guamuch Flores |           |                |

## Campeón
| Torneo Sub-20 de la Concacaf 1982 |
| --------------------------------- |
| Bandera de Honduras               |
| Honduras 1º Título                |

## Clasificados a la Copa Mundial Sub-20
| - Honduras | - Estados Unidos |

## Playoff
Costa Rica, que ocupó el tercer lugar del torneo, tuvo la posibilidad de clasificar al Mundial Sub-20 mediante un playoff intercontinental en 1983 jugado en Costa Rica ante Australia e Israel, pero fue Australia el ganador del playoff.
| País       | J | G | E | P | GF | GC | GD | Pts |
| ---------- | - | - | - | - | -- | -- | -- | --- |
| Australia  | 4 | 4 | 0 | 0 | 11 | 3  | +8 | 8   |
| Israel     | 4 | 1 | 1 | 2 | 4  | 6  | –2 | 3   |
| Costa Rica | 4 | 0 | 1 | 3 | 1  | 8  | –7 | 1   |

| 26 de enero  | Australia  | 3–1 | Israel     |
| 28 de enero  | Israel     | 2–0 | Costa Rica |
| 30 de enero  | Costa Rica | 1–3 | Australia  |
| 1 de febrero | Israel     | 1–2 | Australia  |
| 3 de febrero | Australia  | 3–0 | Costa Rica |
| 5 de febrero | Israel     | 0–0 | Costa Rica |